# Neoamerioppia vietnamica
Neoamerioppia vietnamica är en kvalsterart som först beskrevs av Sandór Mahunka 1988.  Neoamerioppia vietnamica ingår i släktet Neoamerioppia och familjen Oppiidae. Inga underarter finns listade i Catalogue of Life.